# 中川家礼二の鉄活
中川家礼二の鉄活（なかがわけれいじのてつかつ）は2015年5月18日からTOKYO MXにて放送している鉄道番組。25分番組。

## 概要
- 『それゆけ!中川電鉄』の後継番組としてスタートした。
- 番組名の『鉄活』は、「鉄道業界への就職活動」の略である。

## 出演者
- 中川礼二（中川家）
- 鈴川絢子 （準レギュラー[1]）

## スタッフ
- 企画・プロデューサー：山守文雄

## 放送内容
- #1 東京メトロ（丸ノ内線中野車両基地）（2015年5月18日、2016年1月29日(再)）
- #2 東京メトロ（中野工場、旧:新橋駅）（2015年5月25日、2016年2月12日(再)）
- #3 秩父鉄道（2015年6月1日、2016年2月26日(再)）
- #4 秩父鉄道（2015年6月8日、2016年3月4日(再)）
- #5 豊橋鉄道（2015年6月15日、2016年3月11日(再)）
- #6 静岡鉄道（2015年6月22日、2016年3月18日(再)）
- #7 名古屋鉄道（パノラマカー）（2015年8月1日、2016年3月25日(再)）
- #8 名古屋鉄道、名古屋ガイドウェイバスゆとりーとライン（2015年8月16日、2016年4月1日(再)）
- #9 ひたちなか海浜鉄道（2015年9月5日、2016年4月3日(再)）
- #10 鹿島臨海鉄道（2015年9月15日）
- #11 三岐鉄道北勢線（2015年9月16日）
- #12 三岐鉄道三岐線（2015年9月24日）
- #13 東京メトロ（銀座線）（2015年10月2日）
- #14 東京メトロ（千代田線綾瀬車両基地）（2015年10月9日）
- #15 埼玉高速鉄道（2015年10月23日）
- #16 新京成電鉄（2015年10月30日）
- #17 埼玉新都市交通ニューシャトル（2015年11月6日）
- #18 鉄道博物館（2015年11月13日）
- #19 湘南モノレール（2015年11月20日）
- #20 東京湾フェリー・鉄道連絡線（江ノ電・京急）（2015年11月27日）
- #21 近鉄（2015年12月4日）
- #22 阪神電鉄（2015年12月11日）
- #23 富山地方鉄道（2015年12月18日）
- #24 北陸新幹線（2016年1月15日）

## 放送局
- 独立局、東京都、TOKYO MX
  - 2015年5月18日から放送開始、毎週金曜日20:30 - 20:55に放送(2016年1月29日から再放送、2016年4月3日から、毎週日曜日8：30～8：55に変更)
- 全国放送、CS放送、MONDO TV
  - 2015年10月8日から、毎週木曜日24:30 - 25:00に放送（初回放送）
- 全国放送、BS放送、BS12 トゥエルビ
  - 2016年4月27日から、毎週水曜日20:00 - 20:30に放送（初回放送）
  - 北海道、北海道文化放送では2017年7月13日より不定期放送を開始。

## 脚註
1. ↑  https://suzukawa-ayako.futureartist.net/news/42746